# 詞花和歌集
《詞花和歌集》，是繼《古今》、《後撰》、《拾遺》、《後拾遺》、《金葉》後第六本敕撰和歌集。它與《古今》、《後撰》、《拾遺》、《後拾遺》、《金葉》與其後之《千載》、《新古今》等書被合稱為「八代集」。分為春、夏、秋、冬、賀、別、戀（上・下）、雜（上・下），共計十卷。總共收錄了約415首和歌。崇德天皇於天養元年（1144年）勅命，撰者為藤原顯輔。承保二年（1075年）奉勅、仁平元年（1151年）完成、奏覧。又，以《金葉集》三奏本鮮為流通，故亦有與其重複之曲。
『詞花集』之和歌，以清新敘景為特色，亦多見詠懷調之曲，歌風多采多姿。
金葉與詞花，各為第五、第六本勅撰和歌集，其命名與構成亦多有雷同。打破古今以来廿巻編成之勅撰集慣例，省略羈旅、哀傷、神祇歌，濃縮戀歌為二卷之簡素構成，而選歌嚴謹，盡收珠玉詞華。
相較於『金葉集』著重於近代重視，『詞花集』最多入集歌人為曾禰好忠（17首）、和泉式部（16首），以重視後拾遺集時代歌人為方針。另一方面，極力避免當代歌人複數入選，原則上採一人一首為原則。例外僅崇德天皇與藤原顯輔二人而已。

## 校注
- 『詞華和歌集』（松田武夫校訂、岩波文庫、1939年）
- 『八代集3』（奥村恒哉校注、平凡社東洋文庫、1987年、ワイド版2008年）- 含金葉、千載集
- 『和歌文学大系34　金葉和歌集／詞花和歌集』（錦仁校注、明治書院、2006年）
- 『詞花和歌集』（工藤重矩校注、岩波文庫、2020年）ISBN 4003003195
- 元版『新日本古典文学大系9　金葉和歌集／詞花和歌集』（岩波書店、1989年）

## 外部連結
- Japanese Text 詞花和歌集 （页面存档备份，存于）
- 詞花和歌集 （页面存档备份，存于）